# Diócesis de Münster
La diócesis de Münster (en latín: Dioecesis Monasteriensis y en alemán: Bistum Münster) es una circunscripción eclesiástica de la Iglesia católica en Alemania. Se trata de una diócesis latina, sufragánea de la arquidiócesis de Colonia. Desde el 9 de marzo de 2025 es sede vacante y su admninistrador diocesano es el presbítero Antonius Hamers.

## Territorio y organización

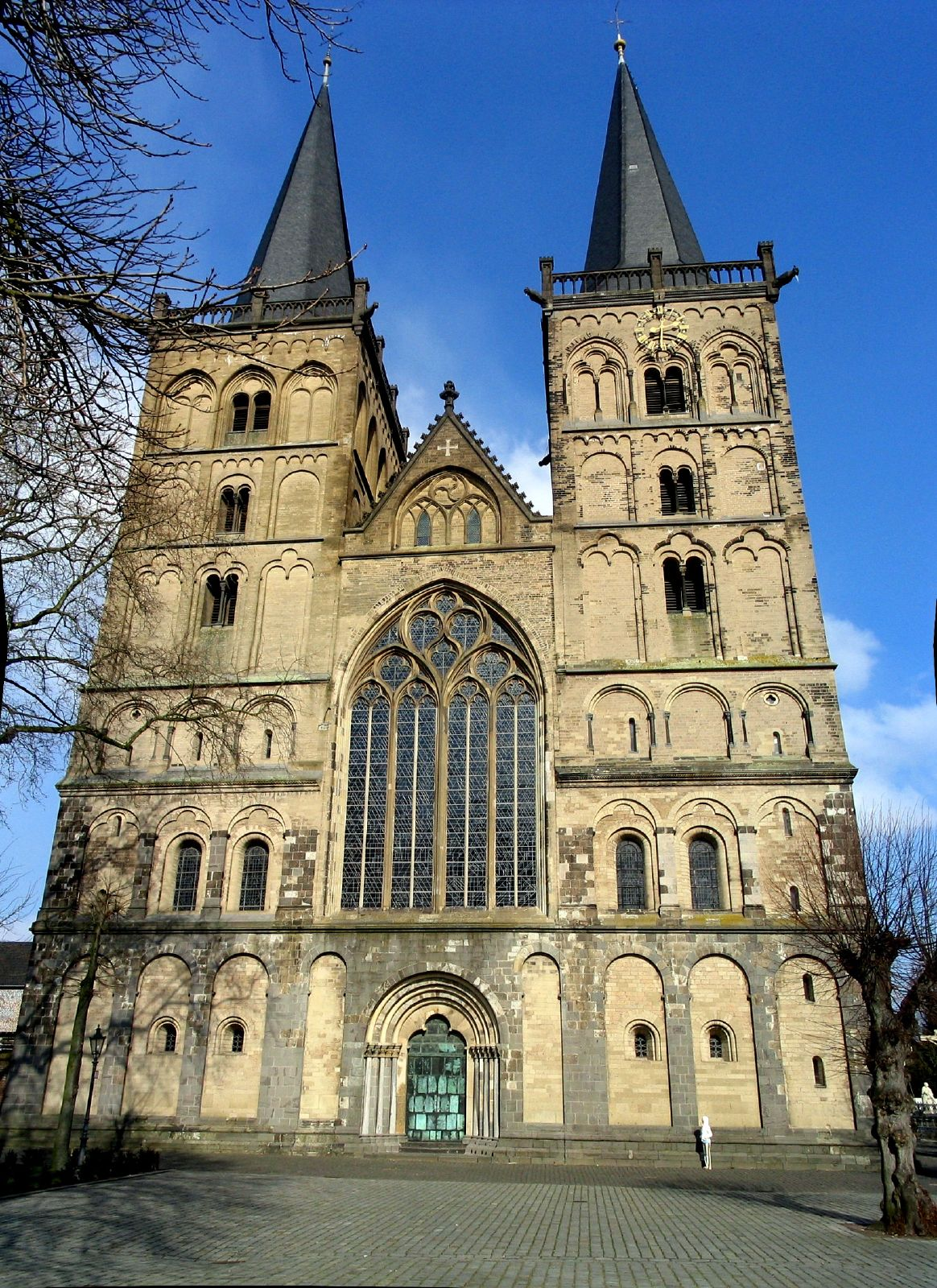
Basílica de San Víctor, en Xanten

La diócesis tiene 15 268 km² y extiende su jurisdicción sobre los fieles católicos de rito latino residentes en dos entidades territoriales geográficamente separadas, una en el estado de Renania del Norte-Westfalia y la otra en el estado de Baja Sajonia. Esta última corresponde al antiguo estado de Oldenburg, hoy denominado Bischöflich Münstersches Offizialat u Offizialat Vechta.

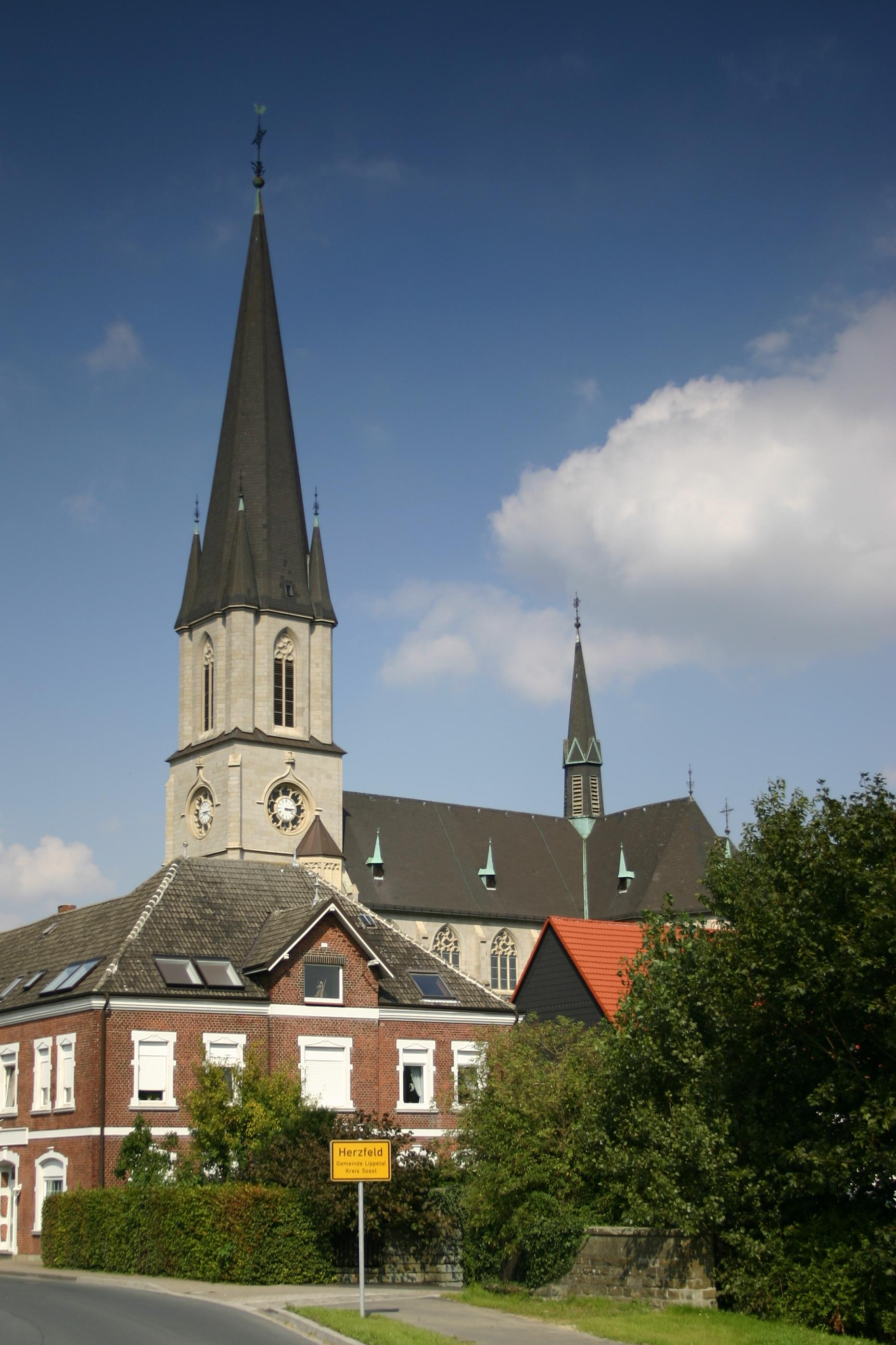
Basílica de Santa Ida, en Herzfeld

La sede de la diócesis se encuentra en la ciudad de Münster, en donde se halla la Catedral de San Pablo. En la diócesis hay cuatro basílicas menores: el santuario de Santa Ida, en Herzfeld; la de Santa María, Madre de los Siete Dolores, en Bethen; de la Madre de Dios, Consoladora de los Afligidos, en Kevelaer; y la basílica de San Víctor, en Xanten.

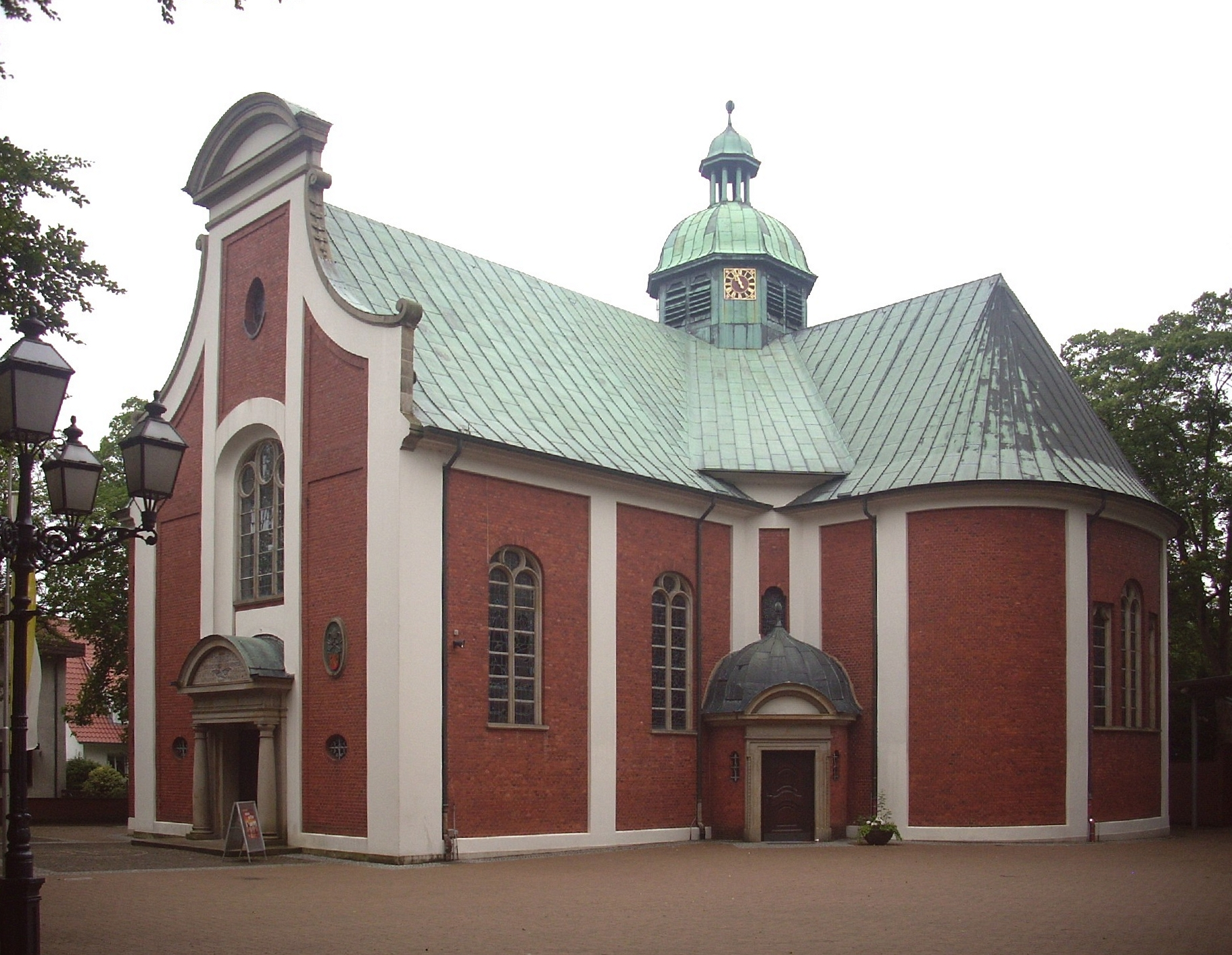
Basílica de Santa María, Madre de los Siete Dolores, en Bethen

En 2023 en la diócesis existían 202 parroquias agrupadas en un decanato urbano (Münster) y 7 decanatos rurales: (Warendorf, Borken, Steinfurt, Coesfeld, Recklinghausen, Kleve y Wesel) y el oficialado de Vechta (Offizialat Vechta).

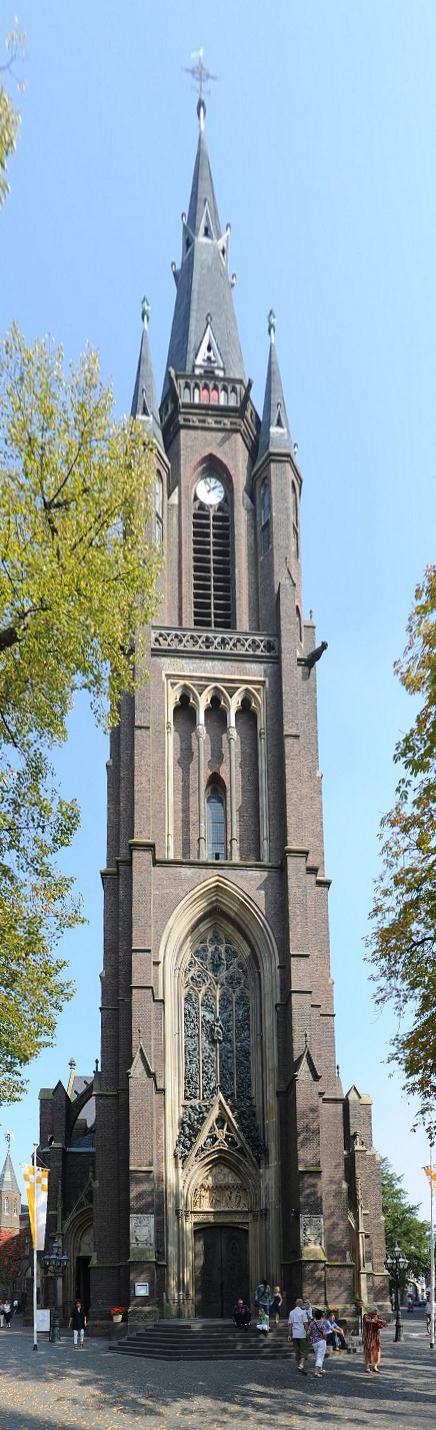
Basílica de la Madre de Dios, Consoladora de los Afligidos, en Kevelaer (el lugar de peregrinación más grande del noroeste de Europa)

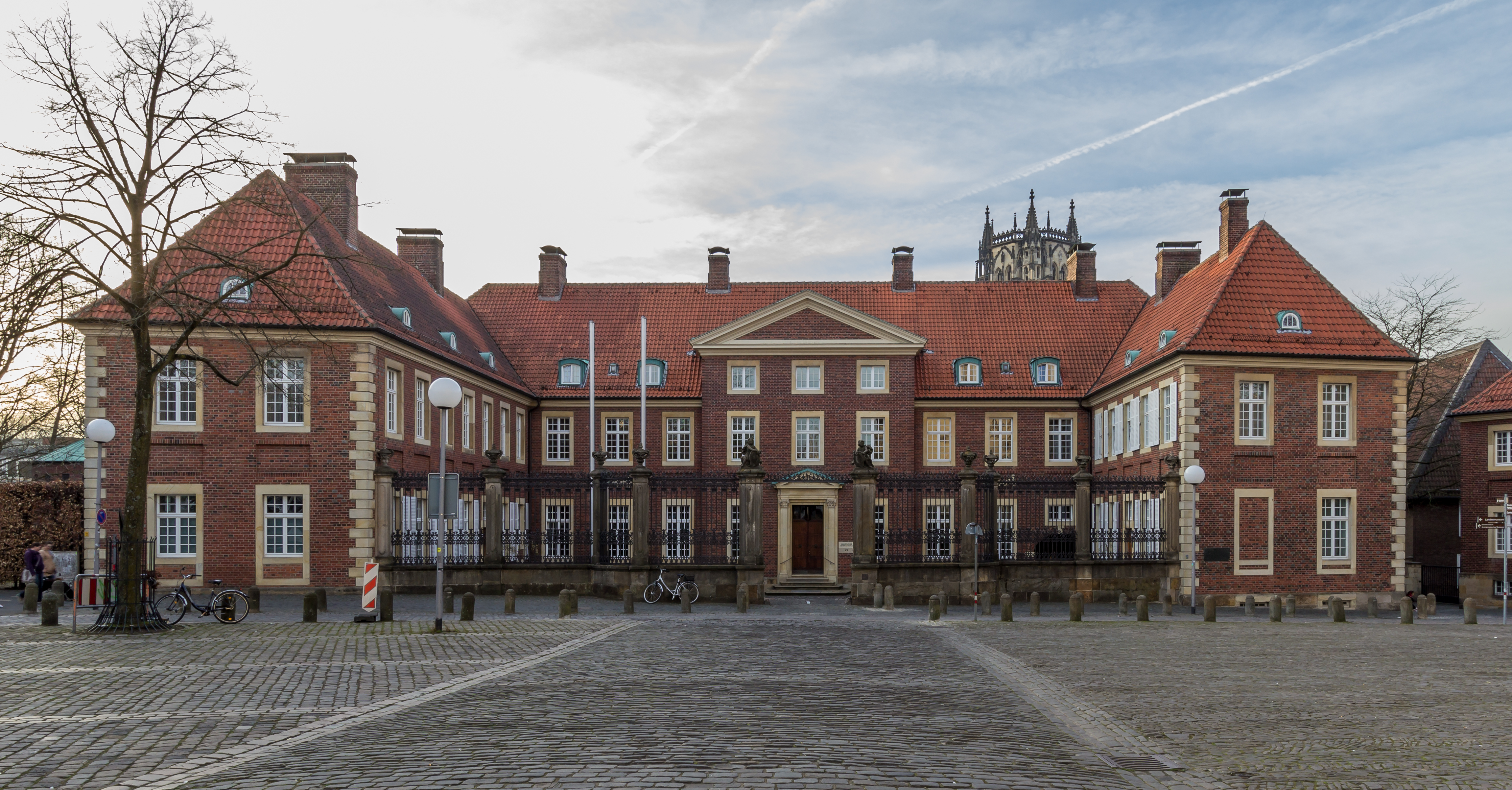
Palacio episcopal, en Münster

## Historia
La diócesis fue erigida en el año 800.
En el siglo XIII los obispos adquirieron el poder temporal en el territorio de la diócesis, que mantuvieron hasta que la secularización sancionada por el Reichsdiputationshaupschluss de 1803. A diferencia de los territorios que lo rodeaban el obispado de Münster, era un estado confesional católico.
Después del Congreso de Viena (1815) y el nacimiento de la Confederación Germánica, la Santa Sede intervino para redefinir el territorio de la diócesis mediante la bula De salute animarum del 16 de julio de 1821. La nueva diócesis se extendió en la parte norte de la provincia del Rin de Westfalia en el Reino de Prusia, e incluyó 287 parroquias, de las cuales algunas ya le pertenecían, mientras que otras fueron tomadas de la arquidiócesis de Colonia, las diócesis de Aquisgrán y Osnabrück, las misiones de Holanda y las misiones del Norte.
Un acuerdo del 5 de enero de 1830 asignó el cuidado pastoral de los católicos del ducado de Oldenburg a la diócesis de Münster.
Un acuerdo del 5 de enero de 1830 también asignó a la diócesis de Münster el cuidado pastoral de los católicos del Gran Ducado de Oldemburgo, cuyo territorio había sido ampliado en 1803 con una parte del entonces secularizado principado episcopal de Münster, que limitaba con el mismo ducado.
El 10 de marzo de 1896 el decreto Obsequiose de la Sagrada Congregación Consistorial atribuyó definitivamente a la diócesis de Münster las parroquias de Oldenburg, Damme, Neuenkirchen, Holdorf, Jever y Wildeeshausen. La Sagrada Congregación Consistorial con el decreto Ad omne del 20 de junio de 1923 confirmó la jurisdicción de los obispos de Münster en esa parte del territorio alemán, no contigua con el resto de la diócesis.
Basado en el acuerdo con la Prusia de 1929, el derecho de elección de los obispos corresponde al capítulo de la Catedral en una lista de tres nombres propuestos por la Santa Sede. Con la bula Pastoralis officii nostri papa Pío XI del 13 de agosto de 1930, la diócesis perdió la parroquia de Hinsbeck por la restauración de la diócesis de Aquisgrán.
El 23 de febrero de 1957 cedió una parte de su territorio para la erección de la diócesis de Essen mediante la bula Germanicae gentis del papa Pío XII.

## Estadísticas
Según el Anuario Pontificio 2024 la diócesis tenía a fines de 2023 un total de 1 867 170 fieles bautizados.
| Año                                                                             | Población            | Población | Población      | Sacerdotes | Sacerdotes    | Sacerdotes    | Bautizados por sacerdote | Diáconos permanentes | Religiosos | Religiosos | Parroquias |
| Año                                                                             | Bautizados católicos | Total     | % de católicos | Total      | Clero secular | Clero regular | Bautizados por sacerdote | Diáconos permanentes | Varones    | Mujeres    | Parroquias |
| ------------------------------------------------------------------------------- | -------------------- | --------- | -------------- | ---------- | ------------- | ------------- | ------------------------ | -------------------- | ---------- | ---------- | ---------- |
| 1950                                                                            | 2 057 795            | 3 606 669 | 57.1           | 1550       | 1466          | 84            | 1327                     |                      | 680        | 8465       | 622        |
| 1970                                                                            | 2 158 802            | 3 731 680 | 57.9           | 1842       | 1297          | 545           | 1171                     |                      | 825        | 7223       | 586        |
| 1980                                                                            | 2 118 176            | 3 667 610 | 57.8           | 1626       | 1197          | 429           | 1302                     | 64                   | 690        | 5850       | 686        |
| 1990                                                                            | 2 086 279            | 3 811 147 | 54.7           | 1498       | 1151          | 347           | 1392                     | 142                  | 646        | 4701       | 689        |
| 1999                                                                            | 2 090 271            | 4 167 193 | 50.2           | 1377       | 1092          | 285           | 1517                     | 201                  | 452        | 3674       | 689        |
| 2000                                                                            | 2 085 526            | 4 212 631 | 49.5           | 1251       | 984           | 267           | 1667                     | 209                  | 418        | 3390       | 689        |
| 2001                                                                            | 2 073 964            | 4 221 393 | 49.1           | 1208       | 942           | 266           | 1716                     | 190                  | 408        | 3279       | 688        |
| 2002                                                                            | 2 072 037            | 4 243 619 | 48.8           | 1319       | 1072          | 247           | 1570                     | 196                  | 395        | 3060       | 682        |
| 2003                                                                            | 2 065 103            | 4 256 719 | 48.5           | 1311       | 1068          | 243           | 1575                     | 226                  | 385        | 3066       | 681        |
| 2004                                                                            | 2 056 427            | 4 317 937 | 47.6           | 1303       | 1069          | 234           | 1578                     | 236                  | 364        | 2957       | 675        |
| 2013                                                                            | 1 953 081            | 4 333 919 | 45.1           | 1129       | 931           | 198           | 1729                     | 296                  | 347        | 2193       | 304        |
| 2016                                                                            | 1 927 000            | 4 228 841 | 45.6           | 1156       | 960           | 196           | 1666                     | 309                  | 286        | 1750       | 227        |
| 2019                                                                            | 1 853 185            | 4 318 446 | 42.9           | 1318       | 1075          | 243           | 1406                     | 294                  | 317        | 1664       | 211        |
| 2021                                                                            | 1 859 860            | 4 336 954 | 42.9           | 1209       | 981           | 228           | 1538                     | 291                  | 294        | 1509       | 211        |
| 2023                                                                            | 1 867 170            | 4 354 024 | 42.9           | 1013       | 765           | 248           | 1843                     | 292                  | 311        | 1309       | 202        |
| Fuente: Catholic-Hierarchy, que a su vez toma los datos del Anuario Pontificio. |                      |           |                |            |               |               |                          |                      |            |            |            |

## Episcopologio

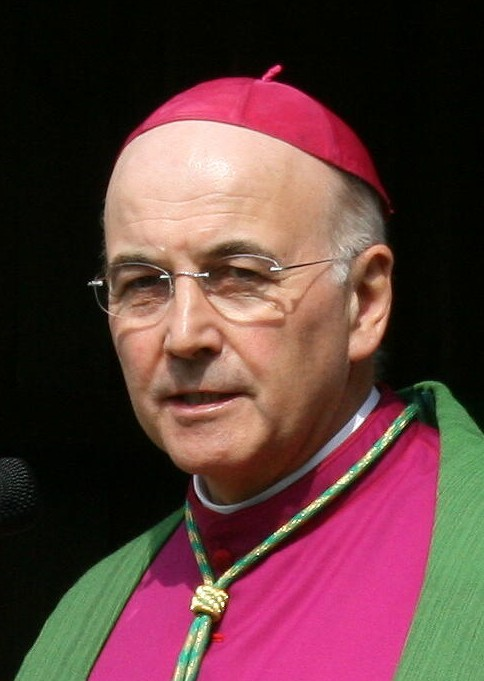
Felix Genn, obispo de Münster de 2008 a 2025

- San Ludgero † (791-26 de marzo de 809 falleció)
- Gerfrido † (809-12 de septiembre de 839 falleció)
- Altfrido † (?-22 de abril de 849 falleció)
- Liutberto † (?-27 de abril de 871 falleció)
- Bertoldo † (?-24 de marzo circa 875 falleció)
- Wolfelmo † (?-7 de julio después de 892 falleció)
- Nidhard † (?-26 de mayo circa 922 falleció)
- Rumoldo † (?-19 de junio de 941 falleció)
- Ildeboldo † (942-17 de noviembre de 967 falleció)
- Dodo † (?-14 de mayo de 993 falleció)
- Suidgero † (993-19 de noviembre de 1011 falleció)
- Teodorico † (1011-23 de enero de 1022 falleció)
- Sigfrido de Walbeck (Waldeck) † (1022-27 de noviembre de 1032 falleció)
- Ermanno † (1032-22 de julio de 1042 falleció)
- Rudberto † (1042-16 de noviembre de 1063 falleció)
- Federico † (1063-18 de abril de 1084 falleció)
- san Erpho † (1085-9 de noviembre de 1097 falleció)
- Burcardo de Holte † (1097-19 de marzo de 1118 falleció)
- Teodorico de Winzenburg † (1118-28 de febrero de 1127 falleció)
- Egberto † (1127-9 de enero de 1132 falleció)
- Werner de Steußlingen † (1132-7 de diciembre de 1151 falleció)
- Federico de Are † (1152-29 de diciembre de 1168 falleció)
- Ludovico de Wippra † (13 de noviembre de 1169-26 de diciembre de 1173 falleció)
- Ermanno de Katzenelnbogen † (1173-8 de junio de 1203 falleció)
- Ottone de Oldenburg † (1204-6 de marzo de 1218 falleció)
- Teodorico de Isenberg † (22 de julio de 1218-1226 depuesto[nota 6])
- Ludolfo de Holte † (1227-10 de junio de 1248 falleció)
- Ottone de Lippe † (1 de noviembre de 1248-21 de junio de 1259 falleció)
- Guglielmo de Holte † (1259-30 de diciembre de 1260 falleció)
- Gerardo de la Marca † (27 de enero de 1261-11 de agosto de 1272 falleció)
- Everardo de Diest † (20 de abril de 1275-5 de abril de 1301 falleció)
- Ottone de Rietberg † (28 de abril de 1301-18 de octubre de 1306 falleció)
  - Corrado de Berg † (1306-1310 renunció) (obispo electo)
- Ludovico d'Assia † (18 de marzo de 1310-18 de agosto de 1357 falleció)
- Adolfo de la Marca † (6 de noviembre de 1357-21 de junio de 1363 nombrado arzobispo de Colonia)
- Giovanni de Virneburg † (21 de junio de 1363-24 de abril de 1364 nombrado obispo de Utrecht)
- Fiorenzo de Wevelinghoven † (24 de abril de 1364-7 de noviembre de 1379 nombrado obispo de Utrecht)
- Giovanni Potho de Pothenstein † (9 de abril de 1379-1381 nombrado obispo de Schwerin)
- Inderico Lupo de Lüdinghausen † (28 de abril de 1381-9 de abril de 1392 falleció)
- Ottone de Hoya † (10 de junio de 1392-4 de octubre de 1424 falleció)
- Enrico de Moers † (14 de marzo de 1425-2 de junio de 1450 falleció)
- Walram von Moers † (14 de octubre de 1450-3 de octubre de 1456 falleció)
  - Giovanni del Palatinato-Simmern † (11 de abril de 1457-20 de mayo de 1465 nombrado arzobispo de Magdeburgo) (administrador apostólico)
  - Enrico de Schwarzburg † (20 de junio de 1466-24 de diciembre de 1496 falleció) (administrador apostólico)
- Corrado de Rietberg † (18 de abril de 1497-9 de febrero de 1508 falleció)
- Eric de Sassonia-Lauenburg † (16 de agosto de 1508-20 de octubre de 1522 falleció)
- Federico de Wied † (30 de enero de 1523-12 de diciembre de 1531 renunció)
  - Eric de Brunswick-Grubenhagen † (27 de marzo de 1532-14 de mayo de 1532 falleció) (obispo eletto)
- Franz von Waldeck † (16 de agosto de 1532-15 de julio de 1553 falleció)
- Wilhelm von Ketteler † (29 de noviembre de 1553-2 de diciembre de 1557 renunció)
- Bernhard von Raesfeld † (23 de diciembre de 1558-25 de octubre de 1566 renunció)
- Johann von Hoya † (23 de julio de 1567-5 de abril de 1574 falleció)
- Giovanni Guglielmo de Jülich-Kleve-Berg † (5 de abril de 1574 por sucesión-8 de mayo de 1585 renunció)
- Ernesto de Baviera † (27 de noviembre de 1585-17 de febrero de 1612 falleció)
- Ferdinando de Baviera † (18 de febrero de 1612-13 de septiembre de 1650 falleció)
- Christoph Bernhard von Galen † (22 de mayo de 1651-19 de septiembre de 1678 falleció)
- Ferdinand von Fürstenberg † (19 de septiembre de 1678 por sucesión-26 de junio de 1683 falleció)
- Massimiliano Enrico de Baviera † (11 de septiembre de 1683-3 de junio de 1688 falleció)
- Friedrich Christian von Plettenberg † (20 de diciembre de 1688-5 de mayo de 1706 falleció)
- Franz Arnold von Wolff-Metternich zur Gracht † (8 de junio de 1707-25 de diciembre de 1718 falleció)
- Clemente Augusto de Baviera † (26 de abril de 1719-6 de febrero de 1761 falleció)
- Maximilian Friedrich von Königsegg-Rothenfels † (20 de diciembre de 1762-15 de abril de 1784 falleció)
- Maximiliano de Habsurgo-Lorena † (15 de abril de 1784 por sucesión-29 de julio de 1801 falleció)
  - Sede vacante (1801-1820)[nota 7]
- Ferdinand Hermann Maria von Lüninck † (28 de agosto de 1820-18 de marzo de 1825 falleció)
- Kaspar Max Droste zu Vischering † (17 de diciembre de 1825-3 de agosto de 1846 falleció)
- Bernard Georg Kellermann † (28 de marzo de 1847-29 de marzo de 1847 falleció)
- Johann Georg Müller † (4 de octubre de 1847-19 de enero de 1870 falleció)
- Johannes Bernhard Brinkmann † (27 de junio de 1870-13 de abril de 1889 falleció)
- Hermann Jakob Dingelstad † (30 de diciembre de 1889-6 de marzo de 1911 falleció)
- Felix von Hartmann † (27 de julio de 1911-2 de diciembre de 1912 nombrado arzobispo de Colonia)
- Johannes Poggenburg † (4 de julio de 1913-6 de enero de 1933 falleció)
  - Wilhelm Heinrich Heufers † (mayo de 1933-julio de 1933 renunció) (obispo electo)
- Beato Clemens August von Galen † (5 de septiembre de 1933-22 de marzo de 1946 falleció)
- Michael Keller † (19 de julio de 1947-7 de noviembre de 1961 falleció)
- Joseph Höffner † (9 de julio de 1962-6 de enero de 1969 nombrado arzobispo coadjutor de Colonia[nota 8])
- Heinrich Tenhumberg † (7 de julio de 1969-16 de septiembre de 1979 falleció)
- Reinhard Lettmann † (11 de enero de 1980-28 de marzo de 2008 retirado)
- Felix Genn (19 de diciembre de 2008-9 de marzo de 2025 retirado)